# Lucky Star (mangá)
Lucky Star (らき☆すた, Raki☆Suta; lit. "Estrela da sorte") é uma série de mangá yonkoma escrita e ilustrada por Kagami Yoshimizu. A série começou a ser serializada inicialmente na revista mensal Comptiq em dezembro de 2003, e desde então foi disponibilizada em diversas outras revistas de mangá.
A série de mangá recebeu diversas adaptações para diferentes mídias.
O mangá foi inicialmente adaptado para um CD drama lançado em agosto de 2005,[carece de fontes?] e recebeu quatro adaptações para jogos eletrônicos que foram publicadas entre 2005 e 2009. Uma adaptação para uma série de anime de 24 episódios, produzida pela Kyoto Animation, foi exibida entre 8 de abril e 16 de setembro de 2007.[carece de fontes?] Um OVA com roteiro original foi produzido pelo mesmo estúdio e lançado em 26 de setembro de 2008,[carece de fontes?] acompanhado por um novo CD drama.
A série também recebeu outras quatro adaptações para mangás spin-offs, dentre as quais se destaca Miyakawa-ke no Kūfuku, que recebeu uma adaptação para uma série de ONAs exibido entre 29 de abril e 1 de julho de 2013.

## Enredo
O enredo do mangá acompanha de maneira cômica o cotidiano de quatro amigas estudantes do secundário: Konata Izumi, Kagami Hiiragi, Tsukasa Hiiragi e Miyuiki Takara; todas moradoras da cidade de Kasukabe, na Prefeitura de Saitama. Cada uma das garotas possuem personalidades diferentes, o que as fazem explorar cada situação vivida a suas respectivas maneiras de ser. Ao decorrer do mangá, elas se formam em cada ano do ensino secundário, e mais tarde passam a cursar o ensino superior.

## Personagens
Konata Izumi (泉こなた, Izumi Konata)
Voz original: Ryō Hirohashi (primeiro CD drama e jogos do Nintendo DS), Aya Hirano (anime, jogos do PS2 e PSP, novo CD drama, ONA e CD drama Miyakawa-ke no Kūfuku)
Apelidada de "Kona-chan" (こなちゃん) por suas amigas, Konata é uma moleca excêntrica, amigável e extrovertida, com um senso de humor travesso, mas de boa índole. Ela é vista como a líder do grupo e é a principal protagonista da série. Embora inteligente, ela não se dedica aos estudos, e portanto, suas notas escolares são um pouco variáveis. Todavia, ela mesma diz ser uma especialista em estudar durante a noite que antecede suas avaliações escolares.
Em contraste com seus hábitos de estudo, Konata adora jogos eletrônicos. Isso pode ser visto no OVA da série, é revelado que o MMORPG que ela joga com Nanako Kuroi é "Tower of Druaga: The Recovery of Babylim". Além disso, ela é uma otaku e adora mangás e animes, e também gosta de colecionar várias coisas relacionadas as suas séries favoritas; a influência de seu pai, Sōjirō Izumi, contribuiu em parte para os gostos dela. Ela mesma ressalta que seu pai comprava eroges para ela, mesmo ela sendo uma menor de idade. No decorrer do anime, Konata constantemente faz referências a populares jogos, animes e mangás das décadas de 1980, 1990 e 2000.
A fim de financiar seus interesses, Konata trabalhou em meio-período num café cosplay de Akihabara. Ela costumava a terminar seu expediente tarde da noite, e por isso frequentemente dormia durante as aulas pela manhã, sendo alvo de reclamações de sua professora, Nanako Kuroi. Konata raramente come um almoço japonês "normal", pois costuma comer apenas um korone de chocolate.
Seu físico é menor que a média quando comparada as suas colegas, e ela afirma nada mudou desde quando ela estava na sexta série. Konata é ambidestra, em contraste com as outras, que em sua maioria são canhotas. Ela tem cabelos compridos e azuis que se estendem até suas panturrilhas, com um grande ahoge, olhos sonolentos, um sorriso felino e um sinal sob o olho esquerdo, assim como seu pai. Embora Konata passe a maior parte do tempo jogando no quarto, ela tem um tom de pele mais escuro, como o do pai.
Sua mãe, Kanata Izumi, morreu quando ela era criança, vivendo junto ao seu pai desde então. No entanto, no terceiro ano do ensino secundário, sua prima, Yutaka Kobayakawa, passa a morar em sua casa.
Tsukasa Hiiragi (柊 つかさ): 
Dublada por: Mai Nakahara (drama CD), Kaori Fukuhara (anime).
É a irmã gêmea de Kagami Hiiragi, embora sejam gêmeas diferentes. As duas são as filhas mais novas da família, composta por seis pessoas, e seus pais. Da mesma sala de aula de Konata, Tsukasa também é preguiçosa para estudar, porém sempre que o tenta, com boas intenções, acaba falhando, pois logo sente sono. É esquecida, desligada e cabeça-de-vento, sendo irresponsável algumas vezes por agir descompromissada, mas não chega a ser proposital. Por ser esquecida e preguiçosa, sempre pede ajuda a sua irmã gêmea Kagami para fazer as lições de casa; mas sempre acaba as copiando. Seu corte de cabelo e laço na cabeça sempre dá margem para compará-la à Akari Kamigishi, personagem de To Heart. Apesar de Tsukasa não ser boa nos esportes e nos estudos, é uma excelente cozinheira.
Kagami Hiiragi (柊 かがみ):
Dublada por: Ami Koshimizu (drama CD), Emiri Kato (anime).
Irmã gêmea de Tsukasa, Kagami (algumas vezes chamada de Kagamin por Konata) é estudiosa, séria e bastante severa com os estudos, conseguindo sempre boas notas. Apesar de estar numa sala diferente de Konata e Tsukasa, sempre aparece por lá para conversar com as amigas, a ponto de ser mais conhecida na sala da irmã do que na própria. Algumas vezes se lamenta por não estar na mesma sala, mas isso se repete no segundo e no terceiro ano. Mesmo separada pelas salas, Kagami é muito severa com as falhas de Konata e de Tsukasa, portanto está sempre distribuindo sermões, mas sempre tentando ajudá-las. Por apresentar uma postura responsável, séria e corretiva, e conseguir ser doce e tímida quando se envolve emocionalmente, Konata brinca que ela é uma personagem Tsundere (estereótipo de personagem que finge detestar o que ou quem gosta). Kagami também gosta de jogar vídeo-games como Konata e ler light novels, mas sente-se solitária por não conseguir dividir seus hobbies com alguém.
Miyuki Takara (みゆき):
Dublada por: Mai Nakahara (drama CD), Aya Endo (anime).
Também chamada de Yuki-chan por Konata, é uma menina bonita, de curvas mais acentuadas que as outras, fina, rica, educada, gentil e inteligente, que é incapaz de despertar inveja por ser considerada muito graciosa. Porém, é constantemente o alvo das piadinhas masculinas de Konata. Torna-se muito concentrada quando está fazendo algo, o que lhe faz excessivamente desligada. Miyuki usa óculos e tem um fraco sobre seus olhos e dentes, o que a faz temer bastante os dentistas e lentes de contato. Quando está jogando video-games, sua personalidade muda. Seu jeito fofo e avoado foi completamente herdado de sua mãe, que comete seus mesmos deslizes.

## Mídia

### Mangá
A versão do mangá de Lucky Star iniciou sua publicação na revista mensal japonesa Comptiq em janeiro de 2004. Há atualmente dez volumes em formato tankōbon do mangá, publicados pela Kadokawa Shoten (no Japão) e pela Viz Media (nos Estados Unidos). O primeiro volume do mangá foi lançado em janeiro de 2005 no Japão. Além da Comptiq, o mangá apareceu em outras publicações da Kadokawa Shoten, das quais incluem: Shōnen Ace, Newtype, Comp Ace, Dragon Magazine, Mobile Newtype e Kadokawa Hotline.
Nos Estados Unidos e no Canadá, Lucky Star foi licenciado e publicado em inglês pela Bandai Entertainment entre 2009 e 2011, período no qual os oito volumes do mangá lançados até então foram publicados. Em dezembro de 2011, o nono volume foi publicado no Japão, mas não recebeu tradução para o inglês devido ao encerramento da Bandai Entertainment. Após o encerramento da Bandai, o mangá começou a ser licenciado para ser publicado digitalmente e fisicamente em inglês pela Viz, que atualmente licenciou a série do volume 1 ao volume 8.
Próximo ao aniversário de dez anos da série, a Kadokawa publicou o décimo volume do mangá em uma edição limitada entre outubro e novembro de 2013. A edição limitada também incluiu o DVD do anime spin-off Miyakawa-ke no Kūfuku.

### Spin-offs
Um mangá spin-off intitulado Lucky Star Pocket Travelers (らき☆すたポケットとらべら~ず, Raki☆suta Poketto Tora Bera ~Zu), segue o enredo das quatro personagens principais que em um certo dia acordaram pela manhã e descobriram que encolheram ao tamanho de bonecas. O spin-off foi publicado na revista Comp Ace entre janeiro e agosto de 2008. Um volume único de Pocket Travelers foi lançado em 10 de outubro do mesmo ano.
Outro mangá de spin-off, baseado no jogo Lucky Star Moe Drill e intitulado The Miyakawa Family's Hunger (空腹河 家 の 空腹, Miyakawa-ke no Kūfuku), começou a ser publicado na edição de janeiro de 2008 da revista Comp H's, até ser transferido para a Comp Acecom na edição de junho de 2009 e para a Comptiq no mesmo ano. Miyakawa-ke no Kūfuku também teve um volume único, publicado em 26 de junho de 2012.
Um mangá de paródia oficial da série intitulado Boo Boo Kagaboo (ぶーぶーかがぶー), feito pelo mangaká Eretto foi publicado na Comp Ace entre as edições de julho de 2008 e dezembro de 2009. O mangá também foi lançado em volume único em 18 de março de 2010.
Outro mangá de spin-off, baseado no mangá Miyakawa-ke no Kūfuku e intitulado Miyakawa-ke ga Mampuku!? (宮河家が満腹!?), produzido pelo mangaká Tsubomi Hanabana e o supervisor de culinária Etsuko Ichise, foi publicado na Comp Ace entre as edições de novembro de 2013 e maio de 2014. O volume único do mangá foi lançado em 10 de julho de 2014.

### Jogos
Um jogo para o console portátil Nintendo DS, intitulado Lucky Star Moe Drill (らき☆すた 萌えドリル, Raki☆Suta Moe Doriru), foi lançado pela Kadokawa Shoten em 1 de dezembro de 2005. A sequência, Shin Lucky Star More Drill: Tabidachi (真・らき☆すた 萌えドリル~旅立ち~, Shin Raki☆Suta More Doriru ~Tabidachi~) foi lançada em 24 de maio de 2007. O principal objetivo do jogador é vencer os outros em questionários. Há também um "modo aventura", onde o jogador deve fazer o caminho até Akihabara, respondendo a algumas perguntas.
A Kadokawa Shoten produziu um visual novel para PlayStation 2 intitulado Lucky Star: Ryōō Gakuen Ōtōsai (らき☆すた ～陵桜学園 桜藤祭～), que foi lançado em 24 de janeiro de 2008. A versão para PlayStation Portable foi lançada em 23 de dezembro de 2010. Um outro jogo para PSP chamado Lucky Star: Net Idol Meister (らき☆すた ネットアイドル・マイスター) foi lançado no Japão em 24 de dezembro de 2009.

### Light novel
Três volumes de light novel baseados na série original foram publicados pela Kadokawa Shoten. Eles foram escritos por Tōka Takei, com ilustrações do criador da série, Kagami Yoshimizu. O primeiro novel, Raki☆Suta Raki☆Suta Satsujin Jiken (らき☆すた らき☆すた殺人事件), foi publicado em 1 de setembro de 2007. O segundo novel, Raki☆suta Rakisuta Onrain (らき☆すた らき☆すたオンライン), foi lançado em 1 de março de 2008. O terceiro novel, Lucky Star Super Dōwa Taisen (らき☆すた スーパー童話大戦), foi lançado em 1 de outubro de 2008.

### Anime
A adaptação da série em anime com 24 episódios foi ao ar no Japão entre 8 de abril e 16 de setembro de 2007 O anime foi produzido pela Kyoto Animation, famosa por outras séries de sucesso, como Full Metal Panic!, Kanon e Suzumiya Haruhi no Yūutsu, sob a direção de Yutaka Yamamoto até o episódio 4, quando foi substituído por Yasuhiro Takemoto. A seguinte nota foi publicada pelo estúdio, justificando a demissão:
"Nossa companhia determinou que o diretor de Lucky Star – Yutaka Yamamoto – não alcançou o padrão exigido por nossa empresa e por isso, decidimos por mudar de diretor".
Próximo ao final de cada episódio, há um especial chamado Lucky Channel, apresentado por Akira Kogami e seu assistente, Minoru Shiraishi. O anime também conta com a participação de dubladores de outras séries famosas da Kyoto Animation, como o próprio Minoru Shiraishi, Yūkō Goto, Minori Chihara e Daisuke Ono. Em 2008, foi lançado um OVA.
A Funimation anunciou na Otakon 2014 que licenciaria o anime e o OVA, com a empresa relançando o anime em Blu-ray e DVD em julho de 2016.

#### Episódios
| #   | Título original                        | Título em Rōmaji                  | Título em português                            | Data de Exibição (Japão) |
| --- | -------------------------------------- | --------------------------------- | ---------------------------------------------- | ------------------------ |
| 01  | つっぱしる女                           | Tsuppashiru On'na                 | A Garota Veloz                                 | 8 de abril de 2007       |
| 02  | 努力と結果                             | Doryoku to Kekka                  | Esforço e Resultados                           | 15 de abril de 2007      |
| 03  | いろいろな人たち                       | Iroiro na Hito-tachi              | Várias Pessoas                                 | 22 de abril de 2007      |
| 04  | やる気の問題                           | Yaruki no Mondai                  | Problemas de Motivação                         | 29 de abril de 2007      |
| 05  | 名射手                                 | Meishashu                         | Bom Atirador                                   | 6 de maio de 2007        |
| 06  | 夏の定番                               | Natsu no Teiban                   | Eventos de Verão                               | 13 de maio de 2007       |
| 07  | イメージ                               | Imēji                             | Imagem                                         | 20 de maio de 2007       |
| 08  | 私じゃなくても旺盛                     | Watashi ja Nakute mo Ōsei         | Energético, Embora não Seja Eu                 | 27 de maio de 2007       |
| 09  | そんな感覚                             | Son'na Kankanu                    | Esse Sentimento                                | 3 de junho de 2007       |
| 10  | 願望                                   | Ganbō                             | Desejo                                         | 10 de junho de 2010      |
| 11  | いろんな聖夜の過ごし方                 | Iron'na Seiya no Sugoshi-kata     | Diversas Maneiras de Passar a Véspera de Natal | 17 de junho de 2007      |
| 12  | お祭りへ行こう                         | Omatsuri e Ikō                    | Vamos para o Festival                          | 24 de junho de 2007      |
| 13  | おいしい日                             | Oishii Hi                         | Dia Delicioso                                  | 1 de julho de 2007       |
| 14  | ひとつ屋根の下                         | Hitotsu Yane no Shita             | Sob o Mesmo Teto                               | 8 de julho de 2007       |
| 15  | いきなりは変われない                   | Ikinari wa Kawarenai              | Eu não Posso Mudar                             | 15 de julho de 2007      |
| 16  | リング                                 | Ringu                             | Anel                                           | 22 de julho de 2007      |
| 17  | お天道様のもと                         | Otentō-sama no Moto               | Sob o Sol                                      | 29 de julho de 2007      |
| 18  | 十人十色                               | Jūnintoiro                        | Várias Cores                                   | 5 de agosto de 2007      |
| 19  | 二次に本質あり                         | Niji ni Honshitsu Ari             | Existe Substância em 2-D                       | 12 de agosto de 2007     |
| 20  | 夏の過ごし方                           | Natsu no Sugoshi-kata             | Diversas Maneiras de Passar o Verão            | 19 de agosto de 2007     |
| 21  | パンドラの箱                           | Pandora no Hako                   | Caixa de Pandora                               | 26 de agosto de 2007     |
| 22  | ここにある彼方                         | Koko ni Aru Kanata                | Vagando por Aqui                               | 2 de setembro de 2007    |
| 23  | 微妙なライン                           | Bimyō na Rain                     | Linha Delicada                                 | 9 de setembro de 2007    |
| 24  | 未定                                   | Mitei                             | Indeciso                                       | 16 de setembro de 2007   |
| OVA | オリジナルなビジュアルとアニメーション | Orijinaru na Bijuaru to Animēshon | Original Video Animation                       | 26 de setembro de 2008   |

### Músicas
Tema de Abertura
"Motteke! Sailor Fuku (もってけ！セーラーふく)"
Letra - Hata Aki / Música - Kōsaki Satoru / Cantoras - Izumi Konata (Hirano Aya), Hiiragi Kagami (Katō Emiri), Hiiragi Tsukasa (Kaori Fukuhara), Takara Miyuki (Endō Aya)
Tema de Encerramento
| Temas de Encerramento | Temas de Encerramento                                           | Temas de Encerramento  | Temas de Encerramento                                                  | Temas de Encerramento                                      |
| Episódio              | Título                                                          | Título em japonês      | Versão Original                                                        | Cantor(a)                                                  |
| --------------------- | --------------------------------------------------------------- | ---------------------- | ---------------------------------------------------------------------- | ---------------------------------------------------------- |
| 01                    | Uchū Tetsujin Kyōdain                                           | 宇宙鉄人キョーダイン   | Tema de Abertura de Space Ironman Kyōdain                              | Izumi Konata (Hirano Aya)                                  |
| 02                    | Shōri da! Akumaizā 3                                            | 勝利だ！アクマイザー3  | Tema de Abertura de Akumaizer 3                                        | Izumi Konata (Hirano Aya)                                  |
| 03                    | Sore ga, Ai deshō                                               | それが、愛でしょう     | Tema de Abertura de Full Metal Panic: Fumoffu!                         | Izumi Konata (Hirano Aya)                                  |
| 04                    | Sērā Fuku to Kikanjū                                            | セーラー服と機関銃     | Tema de Abertura de Sērā Fuku to Kikanjū                               | Hiiragi Kagami (Emiri Katō)                                |
| 05                    | Cha-La Head-Cha-La                                              | チャラ・ヘッチャラ     | Primeira Abertura de Dragon Ball Z                                     | Izumi Konata (Hirano Aya)                                  |
| 06                    | Valentine Day Kiss                                              | バレンタイデイキッス   | Single de 1986 por Kokushō Sayuri                                      | Hiiragi Tsukasa (Fukuhara Kaori) Izumi Konata (Hirano Aya) |
| 07                    | Chijō no Hoshi                                                  | 地上の星               | Tema de Abertura da série de documentários Projeto X: Desafiantes      | Takara Miyuki (Endō Aya)                                   |
| 08                    | Monkey Magic                                                    | モンキーマジック       | Tema de Abertura da série de TV Saiyūki                                | Izumi Konata (Hirano Aya)                                  |
| 09                    | Kogarashi ni Dakarete                                           | 木枯らしに抱かれて     | Cover de uma música de Koizumi Kyōko                                   | Izumi Konata (Hirano Aya)                                  |
| 10                    | I'm Proud                                                       | アイム・プラウド       | Single de Kahara Tomomi                                                | Hiiragi Kagami (Emirei Katō)                               |
| 11                    | Doraemon no Uta                                                 | ドラえもんのうた       | Tema de Abertura de Doraemon                                           | Hiiragi Tsukasa (Fukuhara Kaori) Takara Miyuki (Endō Aya)  |
| 12                    | Ike! Goddoman                                                   | 行け！ゴッドマン       | Tema de Abertura de Ike! Goddoman                                      | Izumi Konata (Hirano Aya)                                  |
| 12                    | Makenaide                                                       | 負けないで             | Single de Zard                                                         | Hiiragi Kagami (Emiri Endō)                                |
| 13                    | Ore no Wasuremono                                               | 俺の忘れ物             | Música Original                                                        | Shiraishi Minoru                                           |
| 14                    | Hare Hare Yukai                                                 | ハレ晴レユカイ         | Tema de Encerramento de Suzumiya Haruhi no Yūutsu                      | Shiraishi Minoru                                           |
| 15                    | Koi no Minoru Densetsu                                          | 恋のミノル伝説         | Paródia da música de Suzumiya Haruhi no Yūutsu, Koi no Mikuru Densetsu | Shiraishi Minoru                                           |
| 16                    | Misoji Misaki                                                   | 三十路岬               | Música Original                                                        | Kogami Akira (Kon'no Hiromi)                               |
| 17                    | Motteke! Sērāfuku                                               | もってけ！セーラーふく | Paródia do tema de abertura de Lucky☆Star                              | Shiraishi Minoru                                           |
| 18                    | Kaorin no Tēma                                                  | かおりんのテーマ       | Música Original                                                        | Shiraishi Minoru                                           |
| 19                    | Otoko no Iki-zama                                               | 男の生き様             | Música Original                                                        | Shiraishi Minoru                                           |
| 20                    | Omuko Runba                                                     | お婿ルンバ             | Paródia da música Oyome Sanba, de Gō Hiromi                            | Shiraishi Minoru                                           |
| 21                    | Shikaidā no Uta                                                 | シカイダーの唄         | Música Original                                                        | Shiraishi Minoru                                           |
| 22                    | Waga Itoshi no Santa Monika                                     | 我が愛しのサンタモニカ | Música Original                                                        | Shiraishi Minoru                                           |
| 22                    | Mistura dos encerramentos dos episódios 13, 14, 15, 17, 19 e 21 |                        |                                                                        | Shiraishi Minoru                                           |
| 23                    | Mikuru Henshin! Soshite Sentō!                                  | ミクル変身!そして戦闘! | Música de Suzumiya Haruhi no Yūutsu                                    | Shiraishi Minoru                                           |
| 24                    | Ai wa Būmeran                                                   | 愛はブーメラン         | Tema de Encerramento de Urusei Yatsura 2: Beautiful Dreamer            | Shiraishi Minoru                                           |

### Miyakawa-ke no Kūfuku
O mangá spin-off Miyakawa-ke no Kūfuku também recebeu um anime produzido pela Ordet e pela Encourage Films. O anime foi transmitido na Ustream entre 29 de abril e 1 de julho de 2013.

O enredo do anime gira em torno de Hinata Miyakawa e sua irmãzinha Hikage Miyakawa. As duas tem de lutar contra a pobreza e as péssimas condições financeiras para manterem um estilo de vida otaku. A cada final de episódio há um programa de rádio chamado de "Miyakawa-ke no Kufuku Radio", que conta as curiosidades e informações sobre a série. Houve também um programa especial entrevistando o criadores da série Lucky Star, Kagami Yoshimizu e Yutaka Yamamoto.